# Santiago Riera i Olivé
Santiago Riera i Olivé   (Sentmenat, 1 de juny de 1947 - Sentmenat, 25 de març de 2025) fou un advocat, sindicalista i polític català.

## Biografia
Es llicencià en dret per la Universitat de Barcelona. El 1961 començà a treballar com a aprenent en una tintoreria tèxtil; el 1962 treballà en un taller mecànic; el 1963 féu feina d'administratiu del tèxtil, i el 1969, d'administratiu d'una caixa d'estalvis. De jove, va ser membre de l'escoltisme.
De 1978 a 1982 va ser conseller de la Comissió de l'Obra Social de la Caixa d'Estalvis de Sabadell en representació dels treballadors i el 1979-1982, president de la junta administrativa del Centre de Medicina Preventiva i Escolar de Sabadell. Fou membre del Col·legi d'Advocats de Sabadell. A les eleccions municipals de 1987 i 1991 fou escollit regidor de l'Ajuntament de Sabadell.
De 1977 a 1979 fou secretari de formació sindical de la Unió local de Sabadell de la UGT de Catalunya. De 1979 a 1982 fou secretari general del Sindicat Nacional d'Estalvi de la UGT de Catalunya i el 1982-1983, secretari nacional del secretariat nacional de la UGT.
Va ser membre del Partit dels Socialistes de Catalunya, del qual va ser secretari de política sindical (1980-1983) i secretari coordinador de l'àrea econòmica-social (1983-1984). Fou elegit diputat a les eleccions al Parlament de Catalunya de 1984, 1988 i 1992. El 1992 fou portaveu segon del Parlament de Catalunya. El 2006 va rebre el Premi del Consell de Treball, Econòmic i Social de Catalunya per la seva tesi doctoral per a la Universitat Autònoma de Barcelona Les Caixes d'Estalvis i la Protecció Social a Catalunya.